# Ancistargis matsunagaensis
Ancistargis matsunagaensis är en ringmaskart som först beskrevs av Kitamori 1960.  Ancistargis matsunagaensis ingår i släktet Ancistargis och familjen Pilargidae. Inga underarter finns listade i Catalogue of Life.